# Ведьорниковський
Ведьо́рниковський (рос. Ведёрниковский, башк. Ведерниковка) — присілок у складі Стерлітамацького району Башкортостану, Росія. Входить до складу Підлісненської сільської ради.
Населення — 3 особи (2010; 5 в 2002).
Національний склад:
- росіяни — 60%
- башкири — 40%